# Bavaria Premium Pilsener
Bavaria Premium Pilsener is een Nederlands pilsbier.
Het bier wordt gebrouwen in Lieshout, bij de Bavaria Brouwerij . Het is een lichtblond bier met een alcoholpercentage van 5,0%
Oorspronkelijk werd dit bier gebrouwen onder de naam Bavaria Bier. Toen het assortiment van Bavaria werd uitgebreid, werd in 1988 de naam veranderd naar Bavaria Premium Pilsener.